# Comitatul Quitman, Georgia
- Pentru alte utilizări ale cuvântului, vedeți Quitman (dezambiguizare) and Comitatul Quitman (dezambiguizare).

Comitatul Quitman (în engleză Quitman County) este un comitat din statul Georgia, Statele Unite ale Americii.

## Istoric
Comitatul a fost fondat în 1858.

## Demografie
|  | Graficele sunt indisponibile din cauza unor probleme tehnice. Mai multe informații se găsesc la Phabricator și la wiki-ul MediaWiki. |

Date: Wikidata - grafică realizată de Wikipedia